# Nathaniel Hawthorne
Nathaniel Hawthorne (Salem, 4 juli 1804 - Concord, 18 mei 1864) was een Amerikaans schrijver en diplomaat. Zijn oeuvre bestaat uit romans en korte verhalen die zich veelal afspelen in de koloniale periode van de Verenigde Staten. De thematiek van zijn werk behelst de ethische problemen van zonde, straf en verzoening. Zijn hoofdwerk is The Scarlet Letter.

## Levensloop

### Afkomst en jeugd (1804-1820)

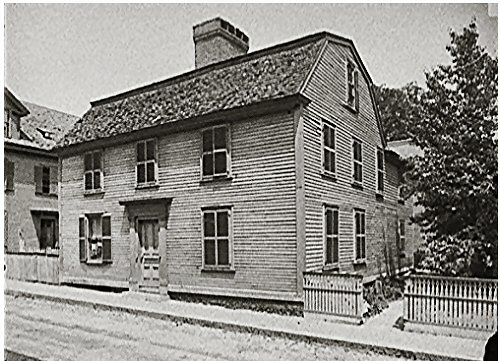
Hawthornes geboortehuis in Salem

Nathaniel Hawthorne werd op 4 juli 1804  als de middelste van drie kinderen geboren in Salem in Massachusetts. Zijn vader was een kapitein op de grote vaart. De vroegste Amerikaanse voorouder van Hawthorne was William Hathorne. Deze vestigde zich tussen 1630 en 1633 in de jonge Massachusetts Bay Colony. Nog in Engeland had hij zich van de officiële kerk afgewend en zich bekeerd tot het bevindelijke Calvinistische puritanisme. Hij ontwikkelde zich tot een fanatiek beoordelaar van de theologische opvattingen en levenswandel van zijn medekolonisten. Met name richtte hij zich op de onderdrukking en bestraffing van Quakers. Een van zijn zonen, John Hathorne, volgde in zijn vaders voetsporen, maar dan gericht op heksen. Hij verhoorde verdachten ten behoeve van de Heksenprocessen van Salem. Generaties later voelde Nathaniel Hawthorne - de letter w moest de  afstamming verdoezelen - nog een diepe familieschuld over deze fanatiek-Puriteinse voorvaderen. Hij komt daar voor uit in The Custom House, de lange inleiding tot het eigenlijke verhaal van The Scarlet Letter.
Toen Hawthorne vier jaar oud was, in 1808, overleed zijn vader in Suriname aan malaria, waarna de broers van zijn moeder de verantwoordelijkheid voor zijn educatie op zich namen. Op negenjarige leeftijd liep Hawthorne een wond aan zijn voet op die hem gedurende twee jaar aan huis bond. In 1818 verhuisden de Hawthornes naar Raymond in de staat Maine, maar het volgende jaar keerde Hawthorne terug naar Salem om zich voor te bereiden op de universiteit.
Halverwege zijn tienerjaren begon hij met het lezen van achttiende-eeuwse auteurs als Henry Fielding, Tobias Smollett en Horace Walpole, alsook eigentijdse auteurs als William Godwin en Sir Walter Scott. De ambitie om zelf schrijver te worden ontstond in deze tijd.

### Opleiding (1821-1825)

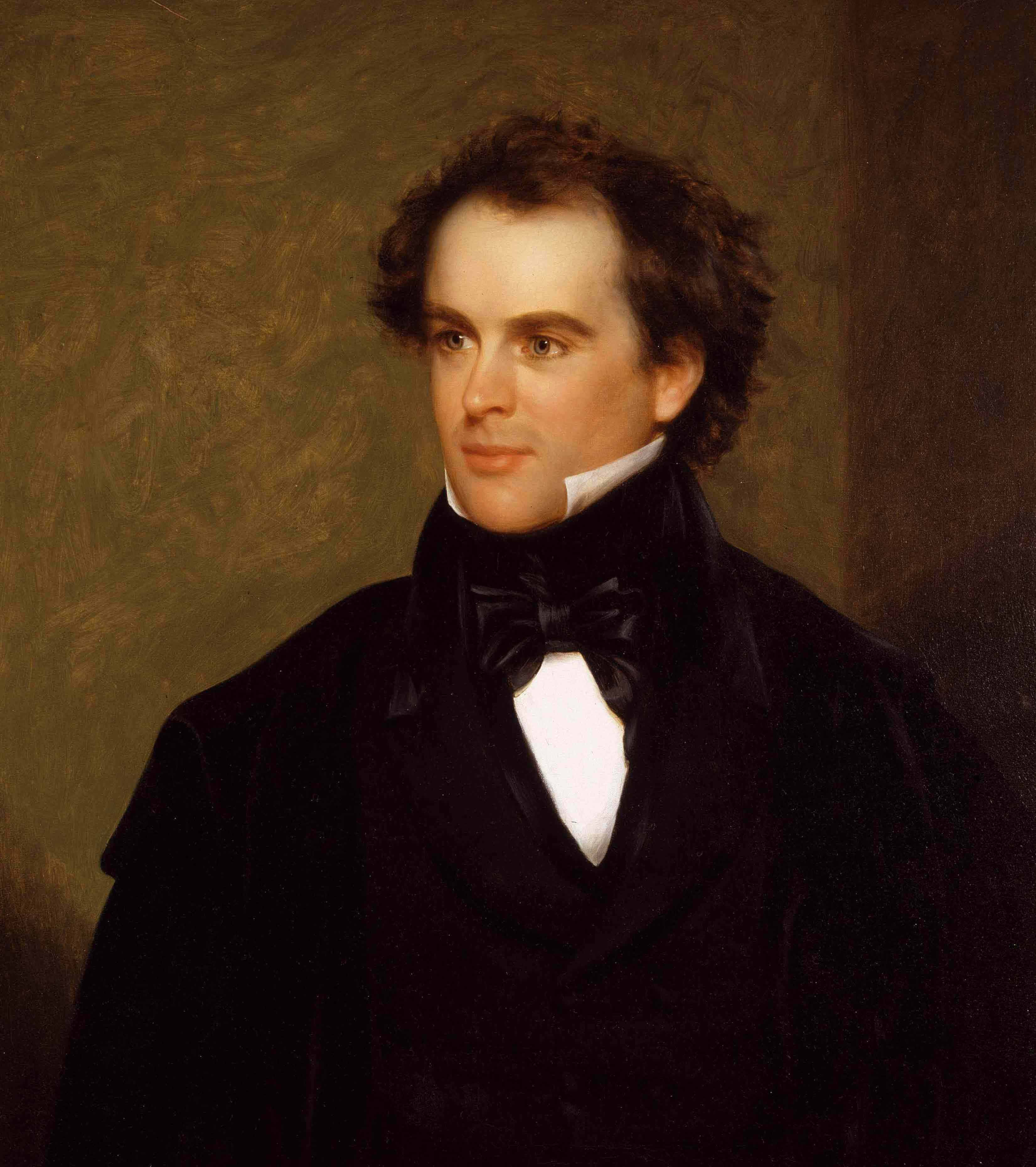
Portret van Nathaniel Hawthorne omstreeks 1841 door Charles Osgood (Peabody Essex Museum)

In 1821 begon hij een opleiding aan Bowdoin College, waar hij levenslange vriendschappen vormde met onder meer Horatio Bridge en de latere president Franklin Pierce, die beiden lid waren van het Democratische literaire genootschap; jaargenoot Henry Wadsworth Longfellow zat bij het concurrerende Federalistische genootschap. Ondanks deze sociale activiteit was Hawthorne een verlegen mens die zich probeerde te onttrekken aan de op Bowdoin verplichte publieke voordrachten. Tijdens de afstudeerceremonie van 1825 sprak Longfellow zich optimistisch uit over de kansen van Amerikaanse schrijvers om blijvende roem te vergaren. Hawthorne stond op de achttiende plaats van in totaal vijfendertig afgestudeerden.

### Vroege loopbaan (1825-1837)
Hawthorne cultiveerde een imago van kluizenaar die zijn kamer alleen verliet voor een nachtelijke wandeling. Onderzoekers uit de twintigste eeuw hebben aangetoond dat dit een overdreven voorstelling van zaken was. Hoewel Hawthorne een intens toegewijd schrijver was die zichzelf begroef in de Amerikaanse koloniale geschiedenis, onderhield hij een sociaal leven in Salem, inclusief enkele amoureuze affaires, bleef contact houden met onder meer Pierce en Bridge, en trok in de zomers door heel New England, waarbij hij eenmaal tot aan Detroit (Michigan) kwam. In 1828 verscheen in eigen beheer zijn eerste historische roman, Fanshawe.
Vanaf het einde van de jaren 1820 schreef Hawthorne veel korte verhalen, zoals 'My Kinsman, Major Molineux'. Tussen 1830 en 1852 verschenen van Hawthorne meer dan honderd verhalen en schetsen. Deze werken zijn grotendeels historische, symbolische en allegorische verhalen over het omgaan met de effecten van het puritanisme in het koloniale New England. Aanvankelijk slaagde hij er niet in een collectie verhalen bij een uitgever onder te brengen. In plaats daarvan nam hij zijn toevlucht tot het publiceren in tijdschriften en jaarboeken - een minder aantrekkelijke wijze van publiceren omdat hij slechts enkele dollars per verhaal verdiende en de verhalen anoniem verschenen, zodat literaire roem voorlopig uitbleef.
In 1836 verrichtte hij literaire hand-en-spandiensten, zoals het redigeren van American Magazine of Useful and Entertaining Knowledge, een encyclopedie voor Samuel Goodrich, dezelfde Bostonse uitgever die voor zijn jaarboek The Token een vaste afnemer van Hawthornes verhalen was. In hetzelfde jaar haalde Horatio Bridge Goodrich over om een collectie verhalen van Hawthorne te publiceren met de toezegging dat Bridge zelf een eventueel financieel verlies op zich zou nemen.

### Professioneel schrijver (1837-1850)

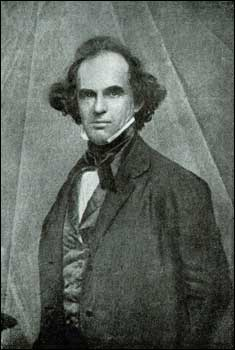
Daguerreotypie van Hawthorne omstreeks 1848 door Whipple & Black

In maart 1837 begon zijn openbare literaire loopbaan met de verschijning van Twice-Told Tales, de eerste publicatie met Hawthornes naam op het omslag. De titel was een van zelfspot vervulde allusie op King John van Shakespeare, derde akte, vierde scène: 'Life is as tedious as a twice-told tale/ Vexing the dull eare of a drowsie man.'
In 1838 verloofde hij zich met Sophia Amelia Peabody. In 1839 ontving hij zijn eerste politieke benoeming, als medewerker van het Boston Custom House tegen een salaris van $1200 per jaar. In 1841 voegde hij zich, op zoek naar een huis, bij de utopische commune Brook Farm, waar hij na zeven maanden weer vertrok.
De huwelijksvoltrekking vond plaats op 9 juli 1842, waarna het paar nog dezelfde dag in Concord ging wonen in een huis genaamd 'Old Manse'. Hoewel Hawthorne Concord als thuis beschouwde, voelde hij zich niet thuis in het gezelschap van de grote geesten die tot de omwonenden behoorden, als Ralph Waldo Emerson, Margaret Fuller en Henry David Thoreau. Tussen deze abolitionisten was Hawthorne, die automatisch uitging van de premisse dat de Europese Amerikanen raciaal en moreel superieur waren aan de Afrikaanse slaven, een vreemde eend in de bijt. Liever omringde hij zich met kleinere geesten als Bridge, Longfellow en Pierce. De enige uitzondering was zijn latere vriendschap met Herman Melville.
In oktober 1845 verhuisden de Hawthorns naar Salem, Massachusetts. In 1846 vond zijn tweede Democratische benoeming plaats, als opzichter van het Salem Custom House. Datzelfde jaar publiceerde hij Mosses from an Old Manse. In juni 1849 verliest hij zijn positie als gevolg van de nieuwe Whig-regering. In plaats daarvan brak zijn meest productieve periode als schrijver aan.

### Verblijf in Lenox, Massachusetts (1850-1852)
In september 1849 begon hij aan een verhaal dat lang genoeg moest worden om de helft van een nieuwe verhalenbundel te vullen. Een jonge assistent-uitgever, James Fields, overtuigde hem er echter van dat een op zichzelf staand, lang prozawerk beter zou verkopen dan een collectie verhalen, waarop Hawthorne besloot The Scarlet Letter zelfstandig te publiceren, voorzien van een inleidend verhaal, 'The Custom-House'. Het werk werd een literaire sensatie in de VS en Groot-Brittannië, en de auteur werd de beste Amerikaanse romancier genoemd. The Scarlet Letter was niet de eerste noch de laatste roman die in het Puriteinse New England speelde, maar is wel de enige klassieke titel uit deze groep romans. De roman heeft de steeds wisselende literaire smaak van elkaar opvolgende generaties overleefd, wellicht door de meest in het ook springende karakteristiek: Hawthorne weet sympathie voor de hoofdpersoon te wekken hoewel hij haar handelingen afkeurt.
In hetzelfde jaar 1850 verhuisden de Hawthornes naar Lenox, in het westen van Massachusetts, het gebied dat the Berkshires heet en waar ook de bevriende auteur Herman Melville met zijn gezin woonde. Hier schreef Hawthorne in anderhalf jaar de roman The House of the Seven Gables, die in 1851 verscheen. Voor kinderen publiceerde hij in hetzelfde jaar A Wonder-Book for Boys and Girls.

### Verblijf in Concord (1852-1853)

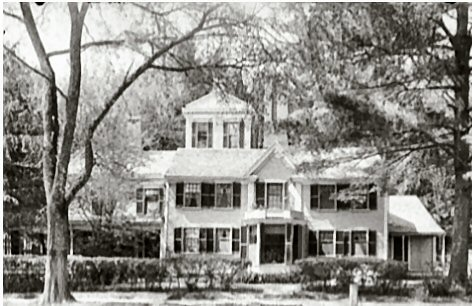
Hawthornes huis de Wayside in Concord

Omdat de strenge winters in de Berkshires tegenvielen, verhuisde Hawthorne naar West Newton te Concord, waar hij in 1852 The Blithedale Romance schreef. Ook schreef hij een biografie van Franklin Pierce voor diens presidentscampagne. Hawthornes literaire activiteiten brachten weinig op, zodat zijn benoeming, door Pierce, tot consul te Liverpool, hem goed uitkwam.

### Amerikaans consul te Liverpool (1853-1857)
Als consul in Liverpool vertoonde Hawthorne, die zich altijd meer thuis had gevoeld tussen politici en zakenmensen dan in de literaire wereld, een opmerkelijke werkkracht. Onvermoeibaar bezocht hij oude kastelen en andere openbare gebouwen, alsmede musea en galerieën. De indrukken die hij opdeed noteerde hij in zijn 'notebooks'. Nu hij voor het eerst van zijn leven werd blootgesteld aan grote musea, voelde hij een verrassende affiniteit met zeventiende-eeuwse Hollandse meesters, die volgens hem 'alles bereiken waar ze op mikken, - een loftuiting die volgens mij geen andere mensen toekomt sinds het begin van de wereld.' Gesteund door wat alcohol sloeg hij zich door de vereiste publieke toespraken heen en tijdens een verblijf te Londen aan het einde van zijn consulschap werd hij als een beroemdheid behandeld.

### In Italië (1858-1859)
Nadat hij zijn betrekking als consul had opgezegd, reisde hij in de koude eerste maanden van 1858 via Frankrijk naar Italië. De lente bracht hij in Rome door en de zomer in Florence, waar zijn dochter Una bijna stierf aan malaria. Met uitzondering van haar ziekteperiode hield hij een gedetailleerd verslag bij van zijn toeristische activiteit, en van de contacten die het gezin onderhield met in Italië verblijvende Engelse en Amerikaanse schilders, beeldhouwers en schrijvers. Veel passages uit deze 'Italian notebooks' keren bijna letterlijk terug in het boek waaraan hij in 1858 te Florence was begonnen en eind 1859, terug in Engeland, afrondde. De inspiratie voor dit werk kwam van een aan de Griekse beeldhouwer Praxiteles standbeeld van een faun. In Londen verscheen het boek in 1860 onder de titel Transformation en in Amerika als The Marble Faun, de titel die Hawthorne zelf verkoos.

### Laatste jaren (1860-1864)
In juni 1860 keerden de Hawthornes terug naar Concord, terwijl The Marble Faun goed ontvangen werd. Zijn status als literaire grootheid boezemde zelfs zijn abolitionistische buren respect voor hem in, maar Hawthorne bleef zich er scherp van bewust dat zijn sympathie voor het Zuiden buren als Emerson en Thoreau tegen de haren instreek. Op verzoek van Fields leverde hij een serie schetsen aan de Atlantic Monthly, waarvoor hij de stof aan zijn 'English notebooks' ontleende. Gestaag namen Hawthornes fysieke en psychische krachten af. Hawthorne droeg de bundeling van de Engelse schetsen, Our Old Home uit 1863, loyaal op aan Pierce, die vanwege zijn sympathie voor het Zuiden bij veel Amerikanen in het Noorden zijn populariteit had verspeeld.
In zijn laatste paar jaar werkte Hawthorne aan vier romans, alle onvoltooid gebleven, over onder meer de zoektocht naar een levenselixer. Tijdens een reis met Pierce door New Hampshire overleed hij in zijn slaap. Hij werd begraven in de Sleepy Hollow Cemetery te Concord.

## Schrijfstijl
Hawthorne had door de lectuur van achttiende-eeuwse auteurs een gelatiniseerde woordenschat opgedaan en een formele zinsstructuur die niet altijd aansloot op de mistige gevoelens die hij probeerde uit te drukken.

## Thema's
In de vroege verhalen staan enkele samenhangende psychologische thema's centraal, zoals de gevolgen van trots, egoïsme en geheime schuld; het conflict tussen een sombere en een luchthartige levensvisie; het probleem hoe te voorkomen dat een geïsoleerd bestaan leidt tot gevoelsarmoede; de botsing tussen een (Puriteins) verleden en het heden; de vergeefsheid van sociale hervormingen; de onmogelijkheid om het menselijk hart te ontdoen van zonde.
Hawthornes belangrijkste thema betreft evenwel de diepste zieleroerselen van de mens. In dat opzicht was zijn schrijverschap afhankelijk van zijn scherpe analyse van de mensen die hij leerde kennen. Hawthorne stond altijd ambivalent tegenover deze obsessie, omdat de grens tussen  een legitieme artistieke karakterstudie en ongepaste nieuwsgierigheid maar dun is.

### Romans
- Fanshawe (1828)
- Wakefield (1835)
- The Scarlet Letter (1850)
- The House of the Seven Gables (1851)
- The Blithedale Romance (1852)
- The Marble Faun (1860)
- Septimius Felton (1872) (onvolledig)
- The Dolliver Romance (1876) (onvolledig)
- Doctor Grimshawe's Secret: A romance (1883, onvolledig)
- The Ancestral Footsteps (1883, onvolledig)

### Verhalenbundels
- Twice-Told Tales (1837)
- Grandfather's Chair (1840)
- The Celestial Railroad and Other Short Stories (1843)
- Mosses from an Old Manse (1846)
- The Snow-Image, and Other Twice-Told Tales (1852)
- A Wonder-Book for Girls and Boys (1852)
- Tanglewood Tales (1853)
- The Dolliver Romance and Other Pieces (1876)
- The Great Stone Face and Other Tales of the White Mountains (1889)

### Poëzie
- Address to the Moon
- The Darken'd Veil
- Earthly Pomp
- Forms of Heroes
- Go to the Grave
- My Low and Humble Home
- The Ocean

### Nederlandse vertalingen
The Marble Faun
- Herschepping, of De roman van Monte Beni, Sneek: Van Druten en Bleeker, 1860. [Vertaler onbekend.]

The Scarlet Letter
- De scharlaken letter. Een verhaal, Amsterdam: J.D. Sybrandi, 1853. [Vertaler onbekend: C.M. Mensing?].
- De scharlaken letter, Rotterdam: Brusse, 1916. Vertaling: Willem van Ravesteyn. Heruitgaven: Amsterdam: Wereldbibliotheek, 1950, en Amsterdam: Veen, 1963.
- De scharlaken letter, Utrecht: Het Spectrum, 1956. Vertaling: Nel Bakker. Heruitgave o.d.t. De rode letter, Utrecht: Het Spectrum, 1978, Amsterdam: Pandora, 1996 en 2004, Amsterdam: Contact, 2002 (Amerikaanse Bibliotheek, 5).
- De scharlaken letter, in: Top class omnibus 2: Taras Boeljba, De scharlaken letter, Drie vertellingen, Brussel: Reinaert, [1976]. [Vertaler onbekend.] Bevat ook: Nikolaj Gogolj,Taras Boeljba  en Gustave Flaubert, Drie vertellingen.

The House of the Seven Gables
- Het huis met de zeven gevels: een Amerikaansche roman, Amsterdam: P.N. van Kampen, 1852. Vertaling: C.M. Mensing.

- Het huis met de zeven gevels: roman, Amsterdam: Meulenhoff, 1996. Vertaling: Anton Haakman. Heruitgave: Amsterdam: Meulenhoff, 2003.

The Blithedale Romance
- De roman van Blijdendal, Amsterdam: P.N. van Kampen, 1853. Vertaling: C.M. Mensing.

Mosses from an Old Manse
- Mosplanten van een oude pastorie, 's-Gravenhage: Pickhardt, 1854. [Vertaler onbekend.]

'The Celestial Railroad'
- De spoorweg naar den hemel, voor vrienden van Bunyan, Kampen: G.P. Zalsman, 1860. [Vertaler onbekend.] Heruitgaven: Rotterdam: Bolle, [1889-1900], Alblasserdam: Verloop, [ca. 1910] en Barendrecht: Stichting Lectori Salutem, 1999.

'The gentle boy'
- 'De zachtmoedige jongen', in: Vijf Amerikaanse novellen, Utrecht: Het Spectrum, 1985 (Prisma Pocket 2491). Vertaling en nawoord: Hans Werner. Bevat ook: Herman Melville, Bartleby; Mark Twain, Privé-herinneringen aan een veldtocht die op niets uitliep; Bret Harte, De ballingen van Poker Flat; Henry James, Daisy Miller.